# 米野の戦い
米野の戦い（こめののたたかい）は、関ヶ原の戦いの前哨戦のひとつである。

## 戦況
1600年8月21日、池田輝政、浅野幸長、山内一豊率いる東軍1万8千人は美濃国羽栗郡河田島村（現・各務原市）付近に進軍。木曽川を渡り岐阜城へと向かおうとしていた。
これに対し岐阜城城主織田秀信は、羽栗郡米野村（現・笠松町）に百々綱家、飯沼長資らを配置、さらに、羽栗郡中屋村、各務郡新加納村（現・各務原市）、厚見郡川手村（現・岐阜市）にも布陣し、二重の防戦網を張った。総数9千人だったという。
8月22日明方、池田輝政ら率いる東軍は木曽川を渡河、西軍は鉄砲隊で応戦した（河田木曽川渡河の戦い）。
8月22日昼、両軍は米野村で激突する。
西軍は9千人を擁していたとはいえ、米野村には3千人程しか布陣していなかった。二重の防戦網を引いたのが敗戦の原因となった。
これに対して東軍は1万8千人と、戦力差は歴然としていた。その日の夕方には戦いは終わり、飯沼長資は戦死、百々綱家ら残存兵は岐阜城へ後退する。
東軍は岐阜城へ向かい、翌8月23日、岐阜城は落城する事になる。
河田木曽川渡河の戦いと、米野の戦いは、同じ8月22日の戦いで、同じ戦いとされているが、東軍の木曽川渡河を防ぐ戦いが河田木曽川渡河の戦い、東軍と織田秀信の最前線の軍との戦いが米野の戦いと解釈されている。

## 現状
米野の戦いは米野村を中心に、羽栗郡平島村（現・岐南町）一帯が戦場である。岐阜バス東米野バス停付近には戦場跡を示す碑があり、米野の戦い跡として笠松町指定史跡となっている。町営米野墓地には慰霊碑がある。戦死した飯沼長資の墓（岐南町指定文化財）は、岐南町コミュニティタクシーの平島東停車場が最寄である。
米野の戦いを終え、岐阜城へ向かっていた池田輝政の軍勢は、羽栗郡印食村（現・岐南町）の八剣神社で休息をとり、池田輝政が境内の松に鎧を掛けて休んだという。その後、松は枯れてしまったが松が植えられていた石垣が痕跡として残っている。

## その他
- 米野の戦いと呼ばれるようになったのは、宮川忍斎が正徳3年（1713年）に記した「関原軍記大成」に濃州米野合戦としたことからという。この合戦当時の池田家の家臣が後に記録した文書では、西軍が新加納に砦を築いたと記述されており、河田で木曽川を渡り対岸の西軍と激突し、破れた西軍は新加納の砦に退却、東軍は新加納川（かつての木曽川と推測される）を渡り、砦にいる西軍と戦い、打ち破ったと記述されており、米野で戦ったという記述は無い[3]この池田家家臣が記録した文書に準ずると、東軍は木曽川を河田で渡ったのは同じだが、渡河後の合戦の地は米野では無く新加納となる。つまり、米野で西軍が破れ、東軍は米野から岐阜城に進軍したのでは無く、新加納で西軍が破れ、東軍は新加納から岐阜城へ進軍したと推測できる。
- 2023年の各務原市歴史民俗資料館の企画展「戦国の各務原」では「新加納の戦い」、2024年の岐阜関ケ原古戦場記念館の企画展「関ケ原合戦の前哨戦ー美濃・尾張の攻防ー」では「米野の戦い・新加納の戦い」と表記されるなど、米野の戦いという表記がされていない場合もある。